# Presnel Kimpembe
Presnel Kimpembe, född 13 augusti 1995 i Beaumont-sur-Oise i Frankrike, är en fransk fotbollsspelare (försvarare) som spelar för Paris Saint-Germain. Han representerar även det franska landslaget.

## Klubbkarriär
Kimpembe debuterade för Paris Saint-Germain i Ligue 1 den 17 oktober 2014 i en 3–1-vinst över Lens, där han byttes in i den 76:e minuten mot Thiago Motta. Den 11 juli 2020 förlängde Kimpembe sitt kontrakt i PSG fram till sommaren 2024. I december 2023 förlängde han sitt kontrakt fram till sommaren 2026.

## Landslagskarriär
Den 27 mars 2018 debuterade Kimpembe för Frankrikes landslag i en 3–1-vinst över Ryssland, där han blev inbytt i den 80:e minuten mot Samuel Umtiti. Han vann VM-guld med Frankrike i VM 2018.
I november 2022 blev Kimpembe uttagen i Frankrikes trupp till VM 2022. Han hade dock inte återhämtat sig tillräckligt efter en skada och fick lämna truppen innan starten av VM.